# 2004-es Formula–1 német nagydíj
A német nagydíj volt a 2004-es Formula–1 világbajnokság tizenkettedik futama, amelyet 2004. július 25-én rendeztek meg a német Hockenheimringen, Hockenheimben.

## Időmérő edzés
A pole-pozíciót Michael Schumacher szerezte meg, a második Juan Pablo Montoya lett az időmérő edzésen. Jenson Button a kvalifikáción a harmadik helyen végzett, ám motorcseréje miatt a rajtrács tizenharmadik helyére szorult vissza.
| Helyezés | Versenyző            | Csapat/Motor     | Idő      | Különbség |
| -------- | -------------------- | ---------------- | -------- | --------- |
| 1        | Michael Schumacher   | Ferrari          | 1:13.306 | –         |
| 2        | Juan Pablo Montoya   | Williams-BMW     | 1:13.667 | + 0.361   |
| 3        | Jenson Button*       | BAR-Honda        | 1:13.674 | + 0.368   |
| 4        | Kimi Räikkönen       | McLaren-Mercedes | 1:13.690 | + 0.384   |
| 5        | David Coulthard      | McLaren-Mercedes | 1:13.821 | + 0.515   |
| 6        | Fernando Alonso      | Renault          | 1:13.874 | + 0.568   |
| 7        | Jarno Trulli         | Renault          | 1:14.134 | + 0.828   |
| 8        | Rubens Barrichello   | Ferrari          | 1:14.278 | + 0.972   |
| 9        | Szató Takuma         | BAR-Honda        | 1:14.287 | + 0.981   |
| 10       | Olivier Panis        | Toyota           | 1:14.368 | + 1.062   |
| 11       | Antônio Pizzonia     | Williams-BMW     | 1:14.556 | + 1.250   |
| 12       | Mark Webber          | Jaguar-Cosworth  | 1:14.802 | + 1.496   |
| 13       | Christian Klien      | Jaguar-Cosworth  | 1:15.011 | + 1.705   |
| 14       | Giancarlo Fisichella | Sauber-Petronas  | 1:15.395 | + 2.098   |
| 15       | Cristiano da Matta   | Toyota           | 1:15.454 | + 2.148   |
| 16       | Felipe Massa         | Sauber-Petronas  | 1:15.616 | + 2.310   |
| 17       | Giorgio Pantano      | Jordan-Ford      | 1:16.192 | + 2.886   |
| 18       | Nick Heidfeld        | Jordan-Ford      | 1:16.310 | + 3.004   |
| 19       | Gianmaria Bruni      | Minardi-Cosworth | 1:18.055 | + 4.749   |
| 20       | Baumgartner Zsolt    | Minardi-Cosworth | 1:18.400 | + 5.094   |

* Jenson Button tízhelyes rajtbüntetést kapott motorcsere miatt.

## Futam
A verseny tizenharmadik körében, a célegyenes végén Kimi Räikkönen autójáról leszakadt a hátulsó légterelő szárny. A finn elveszítve kontrollját autója felett, a gumifalba csapódott. Michael Schumacher megnyerte hazája futamát, második Jenson Button, harmadik Fernando Alonso lett. Pontszerző helyeken még David Coulthard, Juan Pablo Montoya, Mark Webber, Antônio Pizzonia és Szató Takuma végzett.
| Helyezés | Rajtszám | Versenyző            | Csapat/Motor     | Futott kör | Idő/Kiesés oka | Rajthely | Pont |
| -------- | -------- | -------------------- | ---------------- | ---------- | -------------- | -------- | ---- |
| 1        | 1        | Michael Schumacher   | Ferrari          | 66         | 1h23:54.848    | 1        | 10   |
| 2        | 9        | Jenson Button        | BAR-Honda        | 66         | + 8.388        | 13       | 8    |
| 3        | 8        | Fernando Alonso      | Renault          | 66         | + 16.351       | 5        | 6    |
| 4        | 5        | David Coulthard      | McLaren-Mercedes | 66         | + 19.231       | 4        | 5    |
| 5        | 3        | Juan Pablo Montoya   | Williams-BMW     | 66         | + 23.055       | 2        | 4    |
| 6        | 14       | Mark Webber          | Jaguar-Cosworth  | 66         | + 41.108       | 11       | 3    |
| 7        | 4        | Antônio Pizzonia     | Williams-BMW     | 66         | + 41.956       | 10       | 2    |
| 8        | 10       | Szató Takuma         | BAR-Honda        | 66         | + 46.842       | 8        | 1    |
| 9        | 11       | Giancarlo Fisichella | Sauber-Petronas  | 66         | + 1:07.102     | 14       |      |
| 10       | 15       | Christian Klien      | Jaguar-Cosworth  | 66         | + 1:08.578     | 12       |      |
| 11       | 7        | Jarno Trulli         | Renault          | 66         | + 1:10.258     | 6        |      |
| 12       | 2        | Rubens Barrichello   | Ferrari          | 66         | + 1:13.252     | 7        |      |
| 13       | 12       | Felipe Massa         | Sauber-Petronas  | 65         | + 1 kör        | 16       |      |
| 14       | 17       | Olivier Panis        | Toyota           | 65         | + 1 kör        | 9        |      |
| 15       | 19       | Giorgio Pantano      | Jordan-Ford      | 63         | + 3 kör        | 17       |      |
| 16       | 21       | Baumgartner Zsolt    | Minardi-Cosworth | 62         | + 4 kör        | 20       |      |
| 17       | 20       | Gianmaria Bruni      | Minardi-Cosworth | 62         | + 4 kör        | 19       |      |
| Ki       | 18       | Nick Heidfeld        | Jordan-Ford      | 42         | Meghajtás      | 18       |      |
| Ki       | 16       | Cristiano da Matta   | Toyota           | 38         | Defekt         | 15       |      |
| Ki       | 6        | Kimi Räikkönen       | McLaren-Mercedes | 13         | Baleset        | 3        |      |

## A világbajnokság élmezőnyének állása a verseny után
| H  | Versenyzők         | Pont | H  | Konstruktőrök    | Pont |
| -- | ------------------ | ---- | -- | ---------------- | ---- |
| 1. | Michael Schumacher | 110  | 1. | Ferrari          | 184  |
| 2. | Rubens Barrichello | 74   | 2. | Renault          | 85   |
| 3. | Jenson Button      | 61   | 3. | BAR-Honda        | 76   |
| 4. | Jarno Trulli       | 46   | 4. | Williams-BMW     | 47   |
| 5. | Fernando Alonso    | 39   | 5. | McLaren-Mercedes | 37   |

## Statisztikák
Vezető helyen:
- Michael Schumacher: 53 (1-10 / 15-28 / 35-47 / 51-66)
- Kimi Räikkönen: 1 (11)
- Jenson Button: 11 (12-14 / 30-34 / 48-50)
- Fernando Alonso: 1 (29)

Michael Schumacher 81. (R) győzelme, 61. pole-pozíciója, Kimi Räikkönen 5. leggyorsabb köre.
- Ferrari 178. győzelme.

Cristiano da Matta utolsó versenye.